# Jerry Ahrlin
Jerry Ahrlin (* 15. Januar 1978 in Östersund) ist ein ehemaliger schwedischer Skilangläufer, der sich auf Skimarathons spezialisiert hatte.
Zu Ahrlins größten Erfolgen gehören die Siege beim La Sgambeda (2006, 2007), Marcialonga (2007, 2009, 2011), Tartu Maraton (2007, 2011), Birkebeinerrennet (2009), König-Ludwig-Lauf (2011, 2013) und beim Dolomitenlauf in der klassischen Technik (2012, 2014). Beim Wasalauf, der 2006 auch in die Weltcupwertung einging, konnte er 2006 und 2007 den zweiten und 2008 den dritten Platz belegen. In der Gesamtwertung des FIS Skilanglauf-Marathon-Cups erreichte er in den Saisons 2006/2007 und 2010/2011 den ersten Platz. Im Jahr 2011 konnte er den zweiten Platz in der Gesamtwertung bei Ski Classics davontragen.
Bei den Militär-Skiweltmeisterschaften 2004 in Östersund wurde Ahrlin 43. über 10 km Freistil.

## Erfolge

### Siege bei Worldloppet-Cup-Rennen
Anmerkung: Vor der Saison 2015/16 hieß der Worldloppet Cup noch Marathon Cup.
| Nr. | Datum             | Ort                          | Rennen            | Disziplin                     |
| --- | ----------------- | ---------------------------- | ----------------- | ----------------------------- |
| 1.  | 17. Dezember 2006 | Livigno                      | La Sgambeda       | 42 km Freistil Massenstart    |
| 2.  | 28. Januar 2007   | Val di Fiemme / Val di Fassa | Marcialonga       | 70 km klassisch Massenstart   |
| 3.  | 18. Februar 2007  | Otepää                       | Tartu Maraton     | 63 km klassisch Massenstart   |
| 4.  | 16. Dezember 2007 | Livigno                      | La Sgambeda       | 42 km Freistil Massenstart    |
| 5.  | 25. Januar 2009   | Val di Fiemme / Val di Fassa | Marcialonga       | 70 km klassisch Massenstart   |
| 6.  | 21. März 2009     | Rena–Lillehammer             | Birkebeinerrennet | 54 km klassisch Massenstart   |
| 7.  | 30. Januar 2011   | Val di Fiemme / Val di Fassa | Marcialonga       | 70 km klassisch Massenstart 1 |
| 8.  | 6. Februar 2011   | Oberammergau                 | König-Ludwig-Lauf | 42 km klassisch Massenstart 1 |
| 9.  | 20. Februar 2011  | Otepää                       | Tartu Maraton     | 63 km klassisch Massenstart   |

### Siege bei Ski-Classics-Rennen
| Nr. | Datum           | Ort                          | Rennen            | Disziplin                     |
| --- | --------------- | ---------------------------- | ----------------- | ----------------------------- |
| 1.  | 30. Januar 2011 | Val di Fiemme / Val di Fassa | Marcialonga       | 70 km klassisch Massenstart 2 |
| 2.  | 6. Februar 2011 | Oberammergau                 | König-Ludwig-Lauf | 42 km klassisch Massenstart 2 |
| 3.  | 3. Februar 2013 | Oberammergau                 | König-Ludwig-Lauf | 42 km klassisch Massenstart   |

### Sonstige Siege bei Skimarathon-Rennen
- 2012 Dolomitenlauf, 42 km klassisch
- 2014 Dolomitenlauf, 42 km klassisch

## Marathon-Cup-Gesamtplatzierungen
| Saison  | Punkte | Platz |
| ------- | ------ | ----- |
| 2003    | 15     | 68.   |
| 2003/04 | –      | –     |
| 2004/05 | 105    | 14.   |
| 2005/06 | 150    | 10.   |
| 2006/07 | 467    | 1.    |
| 2007/08 | 434    | 2.    |
| 2008/09 | 504    | 2.    |
| 2009/10 | 159    | 14.   |
| 2010/11 | 533    | 1.    |
| 2011/12 | 227    | 9.    |
| 2012/13 | 56     | 30.   |
| 2013/14 | –      | –     |
| 2014/15 | 26     | 60.   |